# Мечеть Атік (Бенгазі)

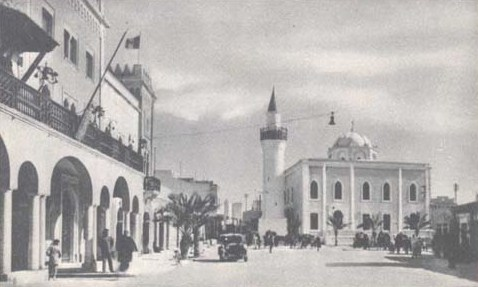
Площа Свободи та мечеть Атік у 1930 рік

Мечеть Атік (араб. المسجد العتيق) також відома як мечеть Аль-Джамі аль-Кабір (рос. Велика мечеть, араб. مسجد الكبير) - мечеть в місті Бенгазі в регіоні Киренаїка в східній частині  Лівії. Побудована в XVI століття е і є найдавнішою в місті.

## Історія
Первісна будівля мечеті була побудовано шейхом Абд аль-Самі аль-Каді після його прибуття з міста Місурата у 1577 році. В османський період мечеть зазнала безліч реконструкцій і перепланувань. У 70-х роках  XX століття були проведені капітальні ремонтні роботи по реконструкції мечеті. В ході реконструкції сталася  ексгумація останків  шейха Абд аль-Самі аль-Каді, після чого його останки були поховані за межами мечеті. Крім того, був знесений старий мінарет і побудований новий.

## Опис
Мечеть розташована на північній стороні площі Свободи в місті Бенгазі. Сучасне центрально-купольний споруда виконана в османському стилі.